# PokerGO Cup 2021

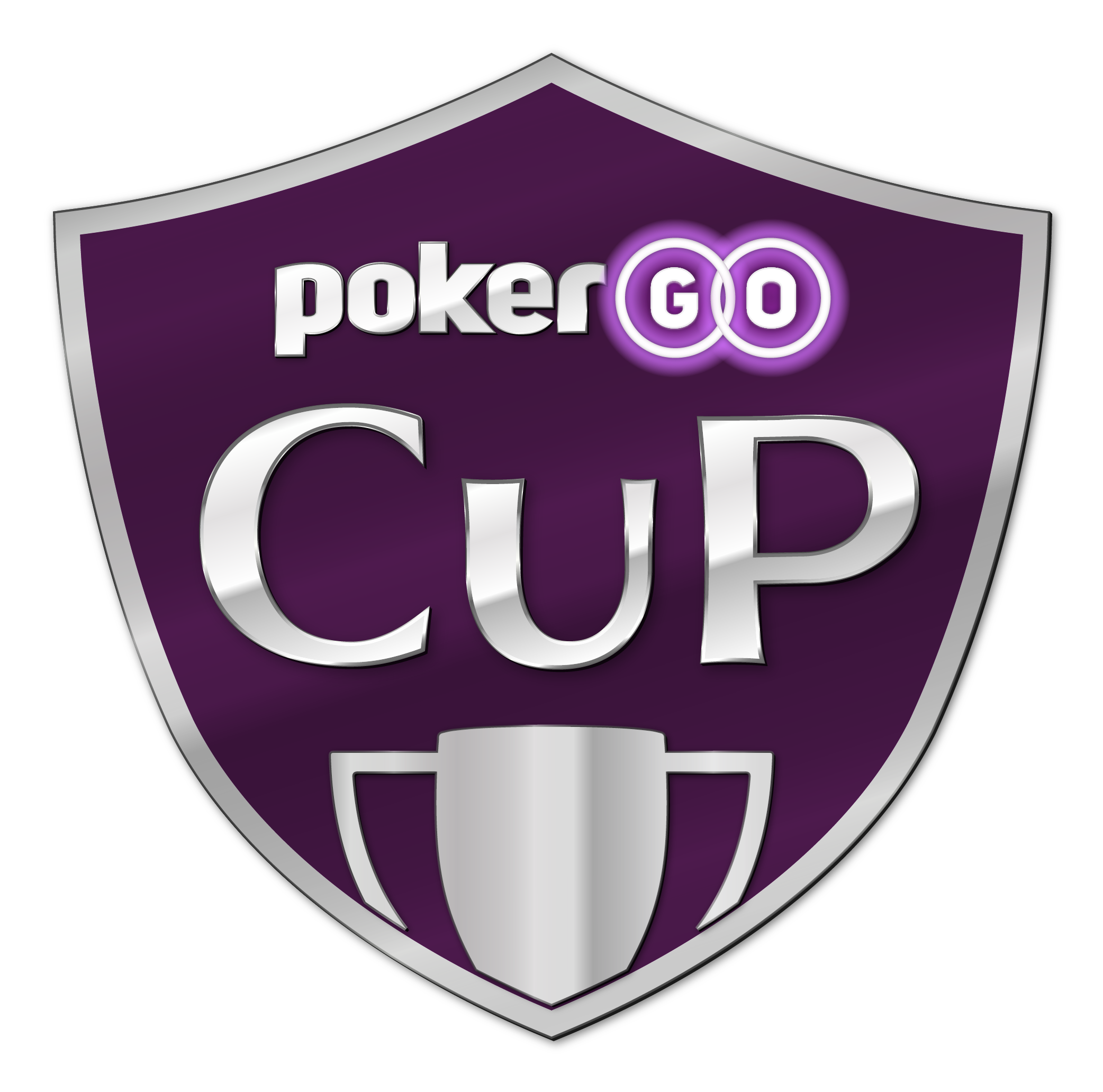
Logo des PokerGO Cup

Der PokerGO Cup 2021 war die erste Austragung dieser Pokerturnierserie und wurde von Poker Central veranstaltet. Die acht High-Roller-Turniere mit Buy-ins von mindestens 10.000 US-Dollar wurden vom 6. bis 14. Juli 2021 im PokerGO Studio im Aria Resort & Casino in Paradise am Las Vegas Strip ausgespielt.

## Struktur

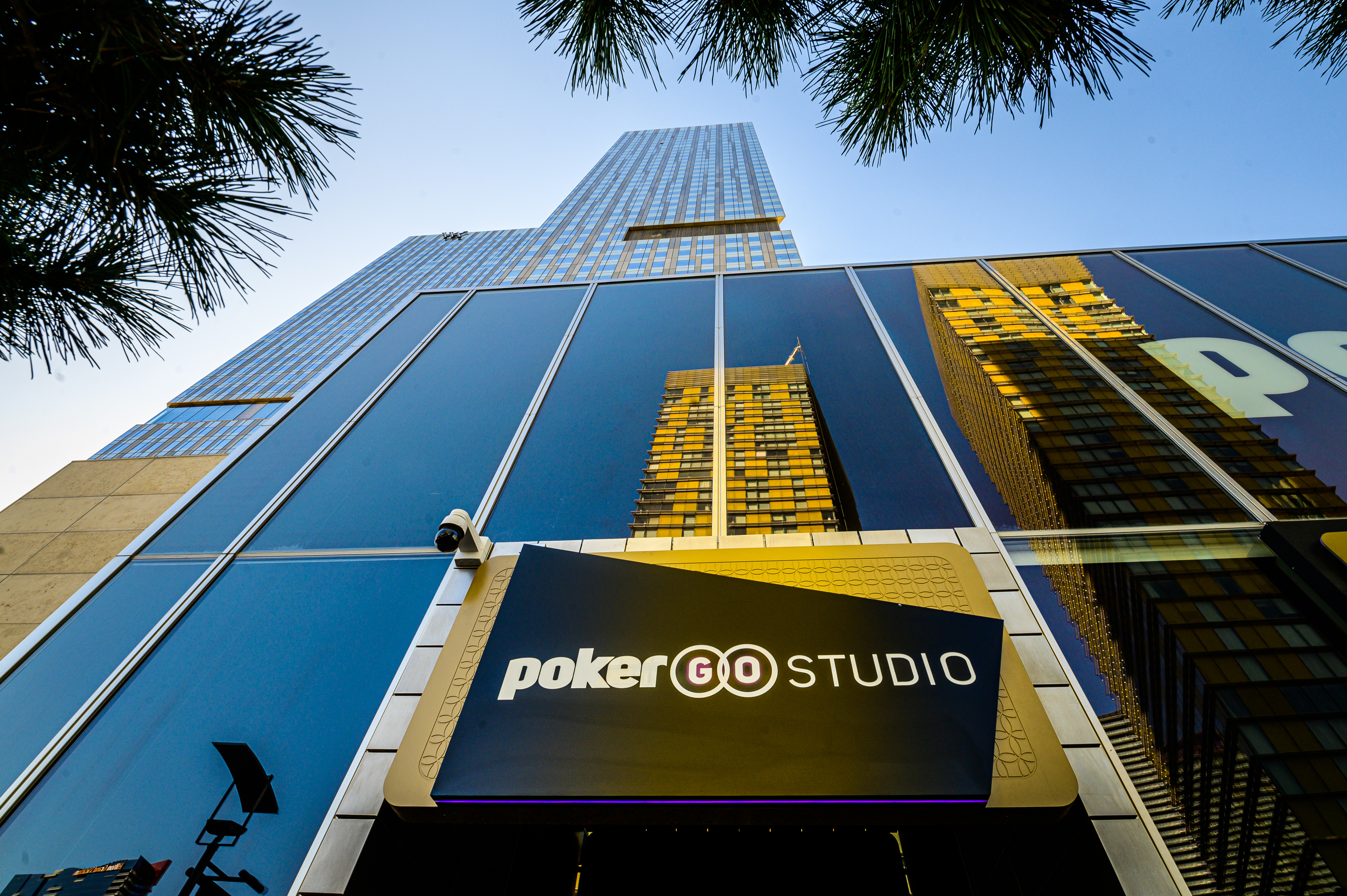
Das PokerGO Studio im Aria Resort & Casino (2019)

Alle acht Turniere wurden in der Variante No Limit Hold’em ausgetragen. Aufgrund des hohen Buy-ins waren bei den Turnieren lediglich die weltbesten Pokerspieler sowie reiche Geschäftsmänner anzutreffen. Daniel Negreanu sicherte sich als erfolgreichster Spieler der Serie eine zusätzliche Prämie von 50.000 US-Dollar. Die Turnierserie war Teil der PokerGO Tour, zu der auch weitere Turnierserien und eintägige High-Roller-Turniere im Aria Resort & Casino, Wynn Las Vegas, Venetian Resort Hotel und Rio All-Suite Hotel and Casino am Las Vegas Strip sowie in Los Angeles, Hollywood und im nordzyprischen Kyrenia sowie tschechischen Rozvadov zählten. Die meisten Finaltische dieser Tour, u. a. alle des PokerGO Cup, wurden auf der Streaming-Plattform PokerGO gezeigt, auf der ein kostenpflichtiges Abonnement nötig ist. Der erfolgreichste Spieler der Tour erhielt eine zusätzliche Prämie von 200.000 US-Dollar.

## Turniere

### Übersicht
| # | Turnierbeginn | Buy-in (in $) | Teilnehmer | Sieger            | Herkunft                | Preisgeld (in $) |
| - | ------------- | ------------- | ---------- | ----------------- | ----------------------- | ---------------- |
| 1 | 6. Juli 2021  | 010.000       | 66         | Alex Foxen        | Vereinigte Staaten      | 0.178.200        |
| 2 | 7. Juli 2021  | 010.000       | 61         | Almedin Imširović | Bosnien und Herzegowina | 0.183.000        |
| 3 | 8. Juli 2021  | 010.000       | 53         | Dylan Linde       | Vereinigte Staaten      | 0.169.600        |
| 4 | 9. Juli 2021  | 015.000       | 50         | Almedin Imširović | Bosnien und Herzegowina | 0.240.000        |
| 5 | 10. Juli 2021 | 025.000       | 36         | Jake Schindler    | Vereinigte Staaten      | 0.324.000        |
| 6 | 11. Juli 2021 | 025.000       | 36         | Jason Koon        | Vereinigte Staaten      | 0.324.000        |
| 7 | 12. Juli 2021 | 050.000       | 35         | Daniel Negreanu   | Kanada                  | 0.700.000        |
| 8 | 13. Juli 2021 | 100.000       | 23         | Cary Katz         | Vereinigte Staaten      | 1.058.000        |

### #1

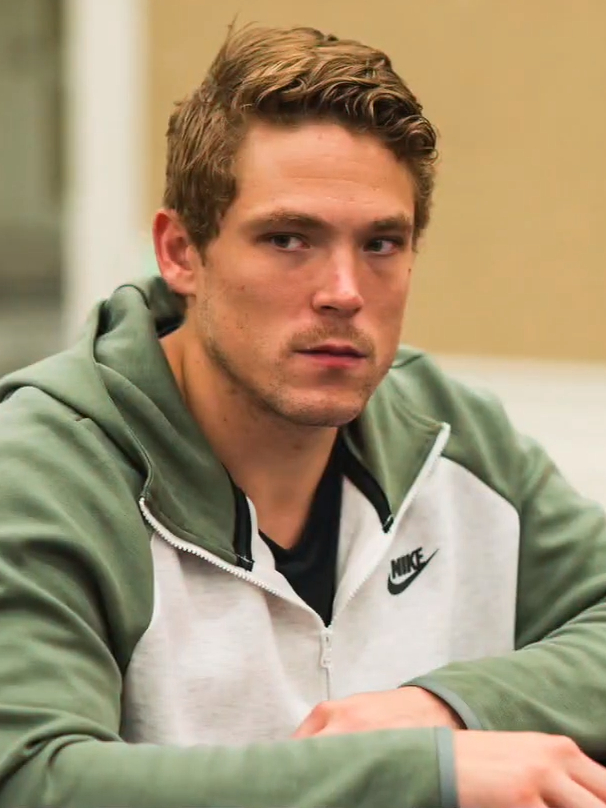
Alex Foxen (2019)

Das erste Event wurde am 6. und 7. Juli 2021 gespielt. 66 Teilnehmer zahlten den Buy-in von 10.000 US-Dollar.
| Platz | Herkunft           | Spieler        | Preisgeld (in $) | Punkte |
| ----- | ------------------ | -------------- | ---------------- | ------ |
| 1     | Vereinigte Staaten | Alex Foxen     | 178.200          | 178    |
| 2     | Vereinigte Staaten | Sean Perry     | 132.000          | 132    |
| 3     | Spanien            | Sergi Reixach  | 085.800          | 086    |
| 4     | Vereinigte Staaten | David Coleman  | 066.000          | 066    |
| 5     | Vereinigte Staaten | Jordan Cristos | 052.800          | 053    |
| 6     | Vereinigte Staaten | Kristina Holst | 039.600          | 040    |
| 7     | Kanada             | Vanessa Kade   | 033.000          | 033    |
| 8     | Vereinigte Staaten | Steve Zolotow  | 026.400          | 026    |
| 9     | Vereinigte Staaten | Sam Soverel    | 026.400          | 026    |
| 10    | Vereinigte Staaten | David Peters   | 019.800          | 020    |

### #2

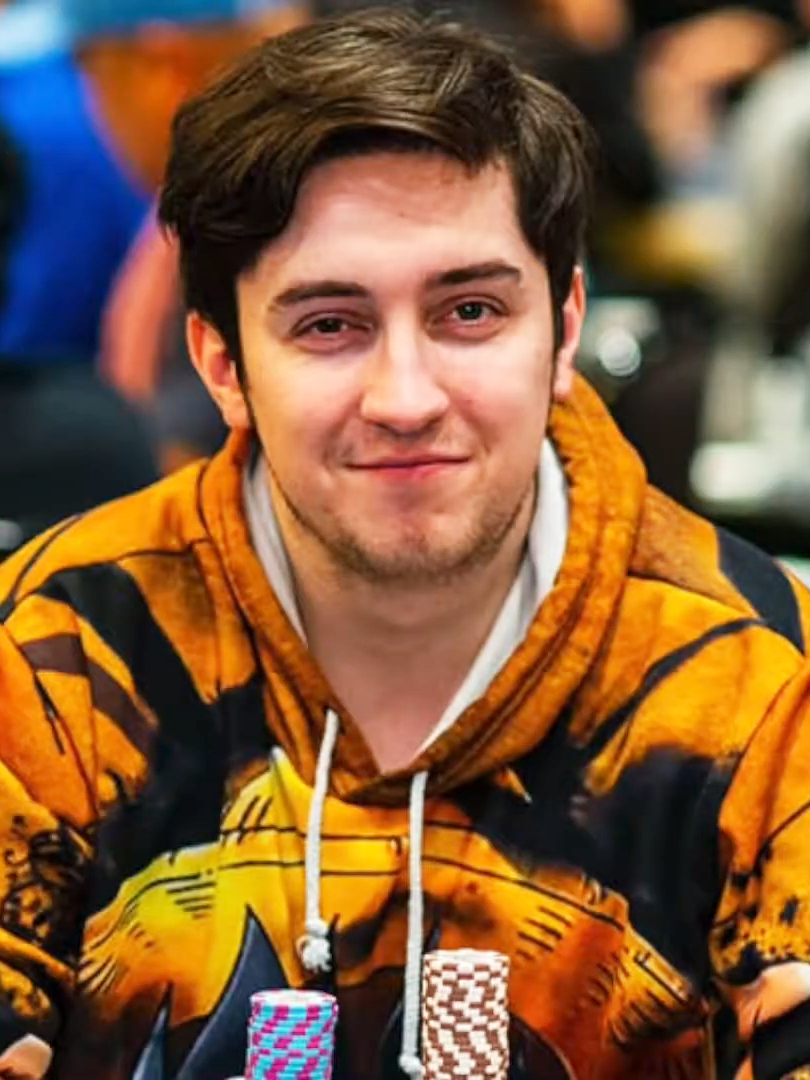
Almedin Imširović (2020)

Das zweite Event wurde am 7. und 8. Juli 2021 gespielt. 61 Teilnehmer zahlten den Buy-in von 10.000 US-Dollar.
| Platz | Herkunft                | Spieler           | Preisgeld (in $) | Punkte |
| ----- | ----------------------- | ----------------- | ---------------- | ------ |
| 1     | Bosnien und Herzegowina | Almedin Imširović | 183.000          | 183    |
| 2     | Vereinigte Staaten      | Jason Koon        | 122.000          | 122    |
| 3     | Vereinigte Staaten      | Dylan Linde       | 085.400          | 085    |
| 4     | Vereinigte Staaten      | Mo Rahim          | 061.000          | 061    |
| 5     | Vereinigte Staaten      | Frank Funaro      | 048.800          | 049    |
| 6     | Litauen                 | Matas Cimbolas    | 036.600          | 037    |
| 7     | Vereinigte Staaten      | Sam Soverel       | 030.500          | 031    |
| 8     | Kanada                  | Peter Weinand     | 024.400          | 024    |
| 9     | Deutschland             | Marius Gierse     | 018.300          | 018    |

### #3

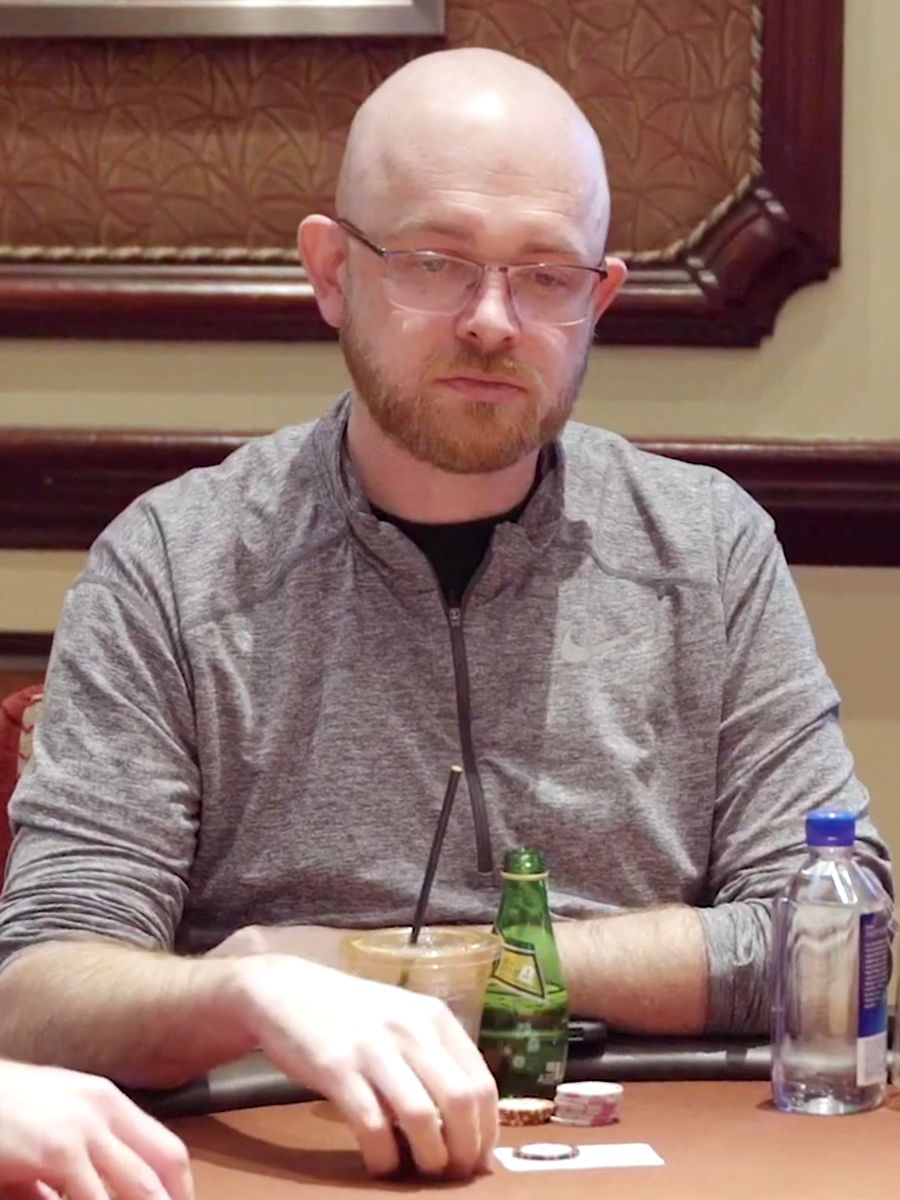
Dylan Linde (2019)

Das dritte Event wurde am 8. und 9. Juli 2021 gespielt. 53 Teilnehmer zahlten den Buy-in von 10.000 US-Dollar.
| Platz | Herkunft           | Spieler         | Preisgeld (in $) | Punkte |
| ----- | ------------------ | --------------- | ---------------- | ------ |
| 1     | Vereinigte Staaten | Dylan Linde     | 169.600          | 170    |
| 2     | Vereinigte Staaten | Sam Soverel     | 111.300          | 111    |
| 3     | Vereinigte Staaten | Steve Zolotow   | 074.200          | 074    |
| 4     | Vereinigte Staaten | Bill Klein      | 053.000          | 053    |
| 5     | Spanien            | Sergi Reixach   | 042.400          | 042    |
| 6     | Vereinigte Staaten | Cary Katz       | 031.800          | 032    |
| 7     | Vereinigte Staaten | Chris Brewer    | 026.500          | 027    |
| 8     | Kanada             | Daniel Negreanu | 021.200          | 021    |

### #4

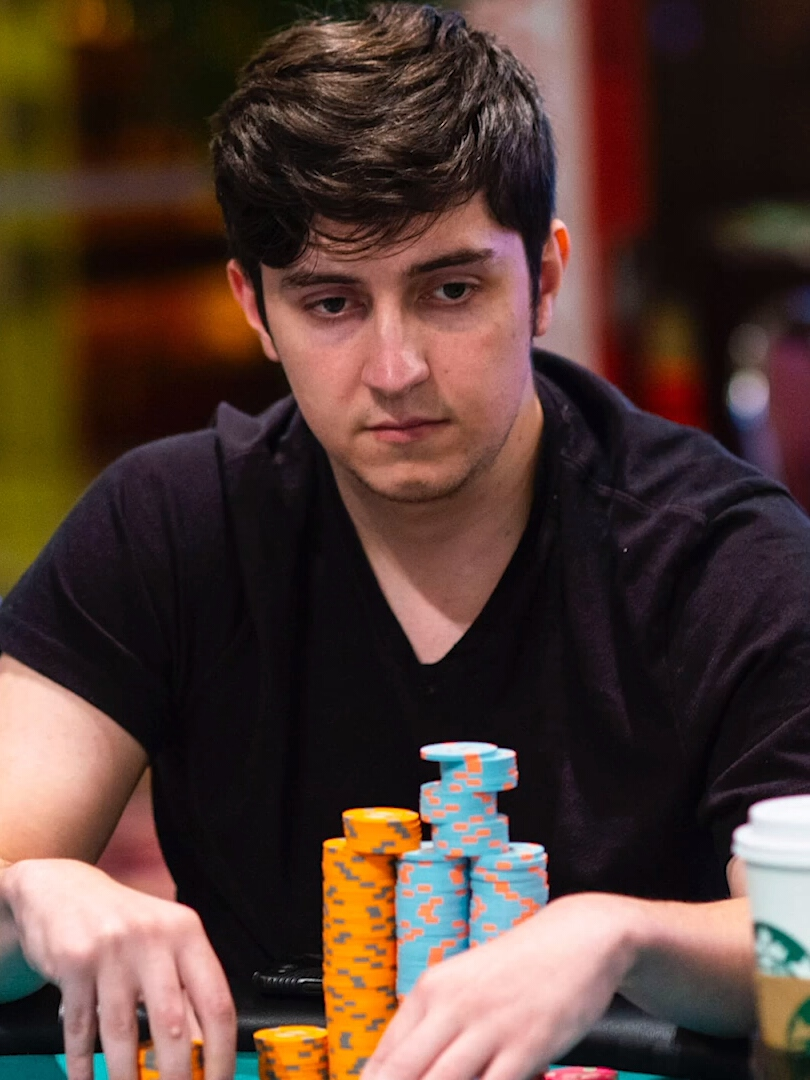
Almedin Imširović (2018)

Das vierte Event wurde am 9. und 10. Juli 2021 gespielt. 50 Teilnehmer zahlten den Buy-in von 15.000 US-Dollar.
| Platz | Herkunft                | Spieler           | Preisgeld (in $) | Punkte |
| ----- | ----------------------- | ----------------- | ---------------- | ------ |
| 1     | Bosnien und Herzegowina | Almedin Imširović | 240.000          | 240    |
| 2     | Kanada                  | Peter Weinand     | 157.500          | 158    |
| 3     | Vereinigte Staaten      | Jordan Cristos    | 105.000          | 105    |
| 4     | Vereinigte Staaten      | Alex Foxen        | 075.000          | 075    |
| 5     | Vereinigte Staaten      | Mo Rahim          | 060.000          | 060    |
| 6     | Vereinigte Staaten      | David Coleman     | 045.000          | 045    |
| 7     | Vereinigte Staaten      | Eric Worre        | 037.500          | 038    |
| 8     | Vereinigtes Konigreich  | Stephen Chidwick  | 030.000          | 030    |

### #5

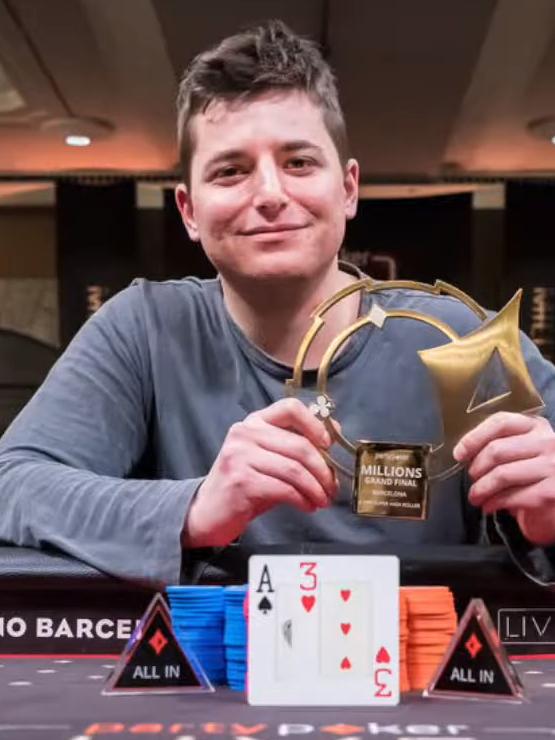
Jake Schindler (2018)

Das fünfte Event wurde am 10. und 11. Juli 2021 gespielt. 36 Teilnehmer zahlten den Buy-in von 25.000 US-Dollar.
| Platz | Herkunft               | Spieler          | Preisgeld (in $) | Punkte |
| ----- | ---------------------- | ---------------- | ---------------- | ------ |
| 1     | Vereinigte Staaten     | Jake Schindler   | 324.000          | 194    |
| 2     | Vereinigte Staaten     | David Peters     | 216.000          | 130    |
| 3     | Vereinigte Staaten     | David Coleman    | 144.000          | 086    |
| 4     | Vereinigtes Konigreich | Stephen Chidwick | 099.000          | 059    |
| 5     | Vereinigte Staaten     | Sean Winter      | 072.000          | 043    |
| 6     | Kanada                 | Daniel Negreanu  | 045.000          | 027    |

### #6

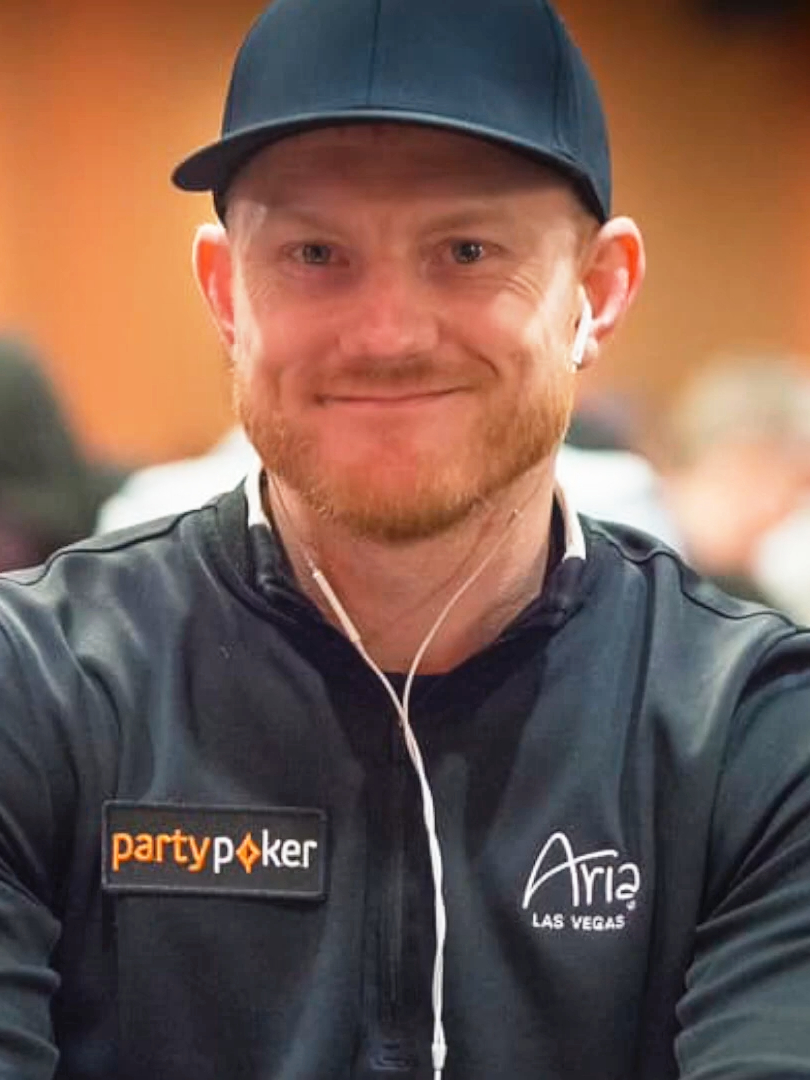
Jason Koon (2018)

Das sechste Event wurde am 11. und 12. Juli 2021 gespielt. 36 Teilnehmer zahlten den Buy-in von 25.000 US-Dollar.
| Platz | Herkunft           | Spieler        | Preisgeld (in $) | Punkte |
| ----- | ------------------ | -------------- | ---------------- | ------ |
| 1     | Vereinigte Staaten | Jason Koon     | 324.000          | 194    |
| 2     | Vereinigte Staaten | Thomas Winters | 216.000          | 130    |
| 3     | Vereinigte Staaten | John Riordan   | 144.000          | 086    |
| 4     | Vereinigte Staaten | Anuj Agarwal   | 099.000          | 059    |
| 5     | Vereinigte Staaten | Cary Katz      | 072.000          | 043    |
| 6     | Vereinigte Staaten | Steve Zolotow  | 045.000          | 027    |

### #7

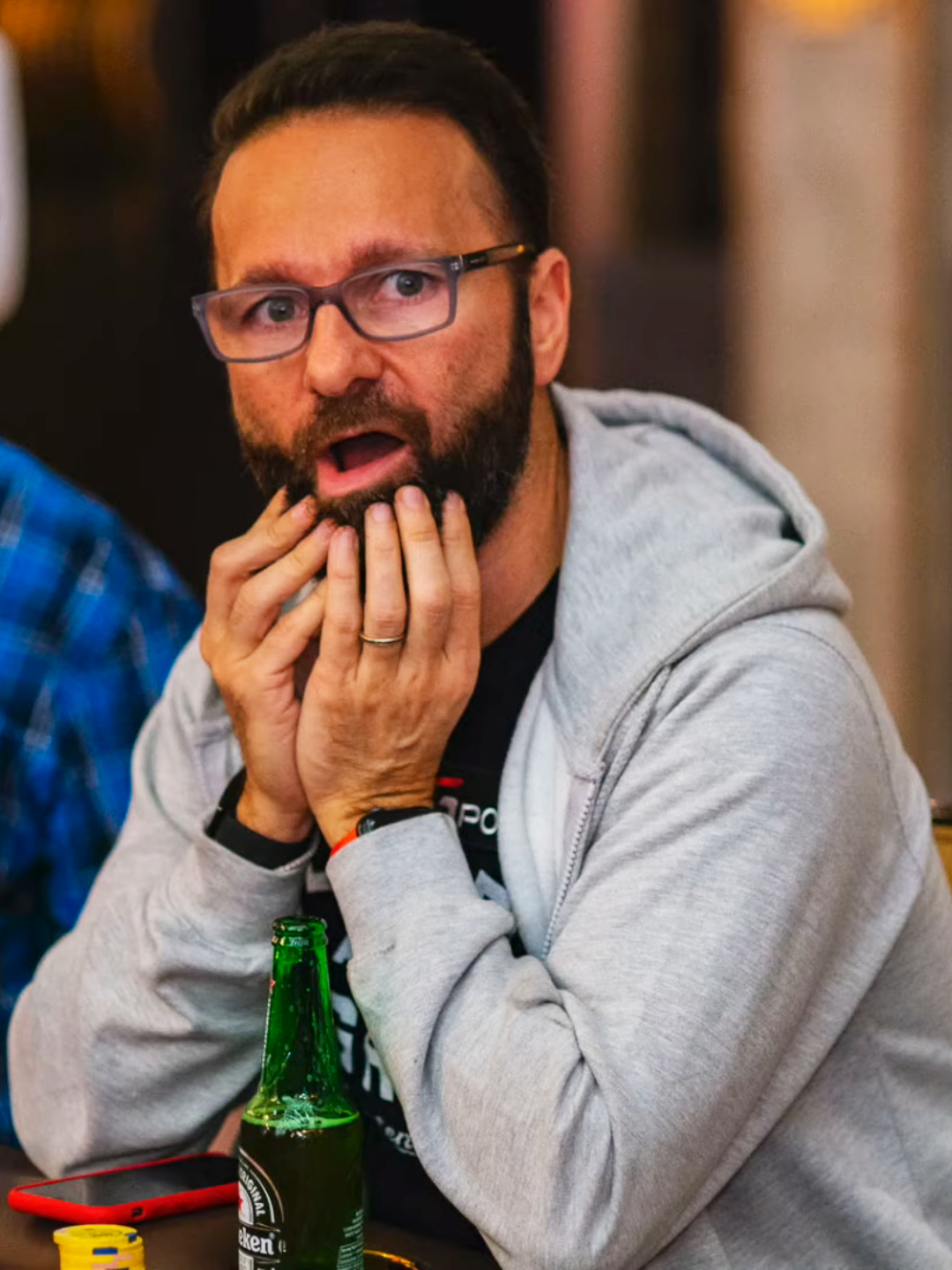
Daniel Negreanu (2021)

Das siebte Event wurde am 12. und 13. Juli 2021 gespielt. 35 Teilnehmer zahlten den Buy-in von 50.000 US-Dollar.
| Platz | Herkunft                | Spieler           | Preisgeld (in $) | Punkte |
| ----- | ----------------------- | ----------------- | ---------------- | ------ |
| 1     | Kanada                  | Daniel Negreanu   | 700.000          | 420    |
| 2     | Vereinigte Staaten      | David Coleman     | 455.000          | 273    |
| 3     | Vereinigte Staaten      | Alex Foxen        | 280.000          | 168    |
| 4     | Spanien                 | Sergi Reixach     | 192.500          | 116    |
| 5     | Bosnien und Herzegowina | Almedin Imširović | 122.500          | 074    |

### #8

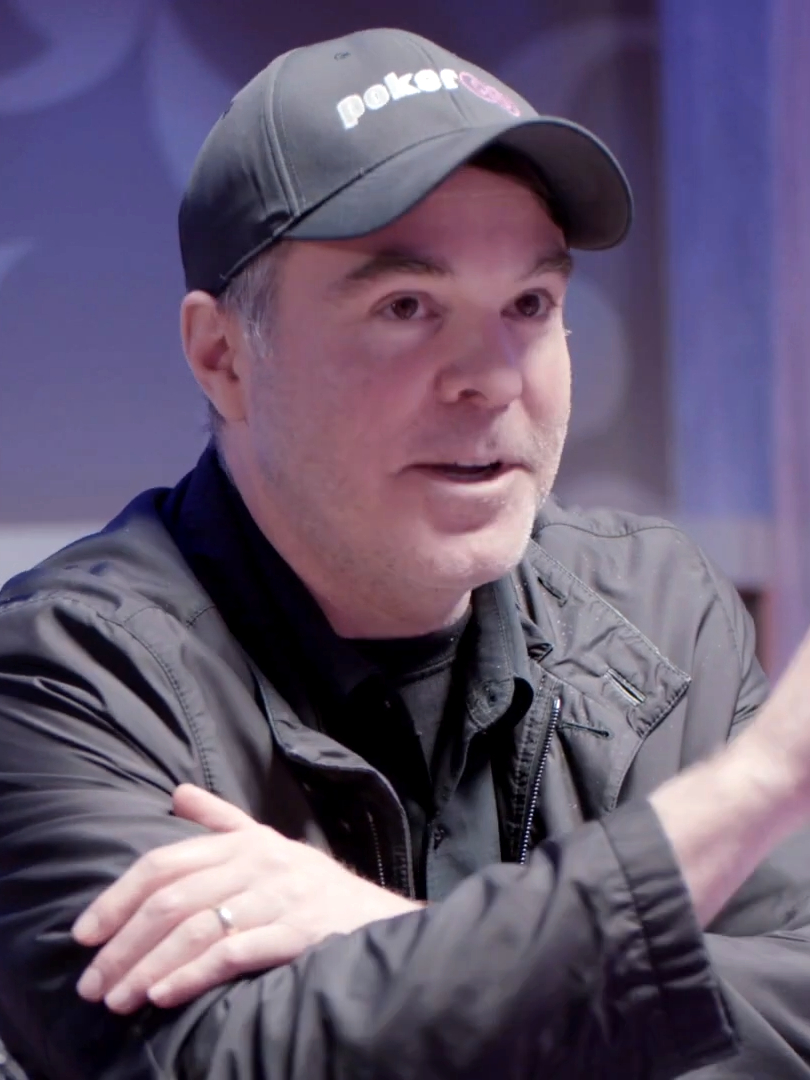
Cary Katz (2018)

Das Main Event wurde am 13. und 14. Juli 2021 gespielt. 23 Teilnehmer zahlten den Buy-in von 100.000 US-Dollar.
| Platz | Herkunft           | Spieler         | Preisgeld (in $) | Punkte |
| ----- | ------------------ | --------------- | ---------------- | ------ |
| 1     | Vereinigte Staaten | Cary Katz       | 1.058.000        | 400    |
| 2     | Vereinigte Staaten | Sam Soverel     | 0.644.000        | 193    |
| 3     | Vereinigte Staaten | Sean Winter     | 0.368.000        | 110    |
| 4     | Kanada             | Daniel Negreanu | 0.230.000        | 069    |

## Trophäe

### Punktesystem
Jeder Spieler, der bei einem der acht Turniere in den Preisrängen landete, sammelte zusätzlich zum Preisgeld Punkte. Das Punktesystem orientierte sich während der gesamten PokerGO Tour am Buy-in und dem gewonnenen Preisgeld. Es wurde zu ganzen Punkten gerundet.

### Endstand

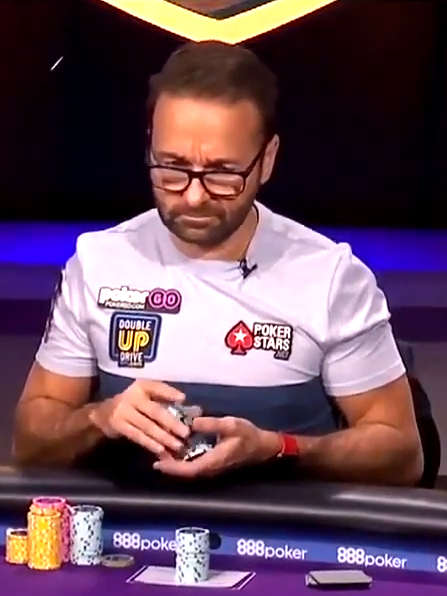
Daniel Negreanu (2018)

| Platz | Herkunft                | Spieler           | Punkte | Preisgeld (in $) | Cashes | Siege |
| ----- | ----------------------- | ----------------- | ------ | ---------------- | ------ | ----- |
| 1     | Kanada                  | Daniel Negreanu   | 537    | 0.996.200        | 4      | 1     |
| 2     | Bosnien und Herzegowina | Almedin Imširović | 497    | 0.545.500        | 3      | 2     |
| 3     | Vereinigte Staaten      | Cary Katz         | 475    | 1.161.800        | 3      | 1     |
| 4     | Vereinigte Staaten      | David Coleman     | 470    | 0.710.000        | 4      | 0     |
| 5     | Vereinigte Staaten      | Alex Foxen        | 421    | 0.533.200        | 3      | 1     |
| 6     | Vereinigte Staaten      | Sam Soverel       | 361    | 0.812.200        | 4      | 1     |
| 7     | Vereinigte Staaten      | Jason Koon        | 316    | 0.446.000        | 2      | 1     |
| 8     | Vereinigte Staaten      | Dylan Linde       | 255    | 0.255.000        | 2      | 1     |
| 9     | Spanien                 | Sergi Reixach     | 244    | 0.320.700        | 3      | 0     |
| 10    | Vereinigte Staaten      | Jake Schindler    | 194    | 0.324.000        | 1      | 0     |